# Doctrine militaire
Une doctrine militaire est constituée des principes fondamentaux selon lesquels l’armée ou certaines de ses parties accomplissent leurs tâches pour atteindre les objectifs nationaux.
Ces principes sont déterminants, mais ont besoin pour être concrétisés d’une évaluation de la situation. La doctrine militaire fournit également les conditions cadres pour le développement de l’armée.